# Pseudolambrus beaumonti
Pseudolambrus beaumonti is een krabbensoort uit de familie van de Parthenopidae. De wetenschappelijke naam van de soort is voor het eerst geldig gepubliceerd in 1895 door Alcock.